# Ковачевци (област Перник)
 За другото българско село вижте Ковачевци (Софийска област).  
Ковачевци е село в Западна България, област Перник. То е административен център на община Ковачевци.

## География
Ковачевци се намира в планински район в западната част на България. Отстои югозападно на 25 км от Перник и на 55 км от София. Община Ковачевци е разположена на територия от 139,1 кв. км, има население от 2087 души.

## История
Не е установено кога възниква село Ковачевци. За неговото съществуване съдим по някои археологически находки, които разкриват, че в този район е имало живот още в началото на нашата ера. Останки от антични постройки са разкрити при строителството на язовир Пчелина. По поречието на река Струма е регистрирана антична вила рустика. На площ от около 20 дка при обработка на земята са разкрити дебели стени от ломен камък с хоросанова спойка. В района на селото, в местността Чуклето, има останки от античен некропол. В надгробната могила са установени единични погребения и 3 гробници. Близостта на двата обекта – античния некропол и вилата в махала Падина, както и техните общи белези, разкриват връзките им и говорят, че са използвани едновременно.
Името на селото е засвидетелствано писмено в турските данъчни регистри през 1576 г. под формата Ковачова. Може да се предположи, че то е свързано с ковашкия занаят на неизвестен род от този район. Както много други наши селища, така и Ковачевци си има своята легенда, която търси връзката с миналото. Старите хора казват, че по време на османската власт голяма част от селото и имотите около него били притежание на богат българин ковач. Къщата му се намирала в махала Ковачева падина при село Ракиловци. Ковачът имал воденица на р. Светля до днешната Ляшкова махала. Турците гледали с нескрита неприязън на богаташа гяурин и намерили начин да го оклеветят. Набеден от тях, ковачът попаднал зад решетките на софийския зандан. Оттам го измъкнал влиятелен цариградски турчин, който купувал от него добитък. Освободил го, но в замяна на това ковачът трябвало да му продаде всичките си земи, които имал около реката.
По-късно името на селото се споменава от чужди пътешественици, които са преминали оттук, като Ами Буе и Феликс Каниц. След Освобождението този район е посетен от видния историк и министър на просветата в България проф. Константин Иречек.
По време на петвековното османско иго тукашното население е било принуждавано да изпълнява редица повинности както към централната турска власт, така и към местните управници. За всяко неподчинение е било подлагано на жестоки изтезания. На 2 пъти Ковачевци е опожарявано и разорявано – първия път през 1806 г. от ордите на Кара Феиз, а втория – през 1850 г. от башибозук, по време на въстанието на българите от Северозападна България, когато местното население също се разбунтува.
В организираната от Георги Раковски през 1867 г. Втора българска легия се включва Тодор Стаменов, преселил се от Калище в Ковачевци през 1858 г. Същата година постъпва в четата на Панайот Хитов. През 1876 г. е с българските доброволци, сражавали се край Белград по време на Сръбско-турската война. През пролетта на 1877 г. се включва в редиците на българското опълчение, присъства на връчването на Самарското знаме. За проявен героизъм в боевете при Стара Загора, Шипка и Шейново Тодор Стаменов получава кръст за храброст. Участник е и в Сръбско-българската война от 1885 г.
Ковачевци е освободено през януари 1878 г. от четата на Ильо войвода.
През първите години след Освобождението местното население полага грижи за развитието на земеделието и скотовъдството, които през този период са основен поминък за него.
Непосредствено след Освободителната руско-турска война и Кресненско-Разложкото въстание тук приижда населението от други краища на България. Идват бежанци от Пиринския край. Сред тях са Димитър Тренчев и Параскева Досева – родителите на Георги Димитров. Труден е бил животът на заселниците в Ковачевци. Поради липса на средства за закупуване на земя, главен източник за прехрана по онова време, тези хора търсели други начини за препитание.
Постепенно територията започва да се облагородява. След 1915 г. започнали да засаждат ябълкови и крушови градини, от 1945 г. ливадите край реката са превърнати в царевични ниви, създават се условия за развитието на животновъдството.
През годините на войните (1912 – 1918) настъпват тежки дни за населението от Ковачевци. Много от тях участват във войните, като четирима загиват. В тяхна чест признателното население е издигнало скромен паметник.
През 1928 г. е проектирано шосето от гара Калище през Ковачевци за Сирищник. Само четири години по-късно е направено шосето и през Косача за Радомир. Голямо значение за развитието на селището има разкриването през 1938 г. на редовна автобусна линия от София през Радомир за Ковачевци.

## Забележителности
След смъртта на Георги Димитров през 1949 г. местното читалище го приема за свой патрон.
С построяването (1953 – 1956) на Дома-паметник „Георги Димитров“ и откриването му (1957) като дом на културата в центъра на селото се поставя началото на благоустрояването на Ковачевци. То добива широки размери. Улиците са асфалтирани, съборени са много стари и паянтови сгради и къщи, а други са ремонтирани и възстановени. През 1972 г. е възстановена и родната къща на Георги Димитров. Изграден е мемориален парк от 278 дка. Утвърдена е традицията официалните гости на Ковачевци да засаждат дръвчета в мемориалния парк.
Вдясно от парка по проект на арх. Рачо Стоянов се изгражда Национален детски екологичен комплекс, който предлага за децата от цялата страна и чужбина прекрасни условия за ученически отдих, туризъм и спорт. Той е единствено страната специализирано заведение за учебно-възпитателна дейност, за укрепване здравето на деца и ученици от всички възрасти. Комплексът е уникален в архитектурно отношение и изключително запазен в екологично отношение.
Днес Ковачевци се оформя като селище с интересен архитектурен облик, възраждащ самобитните традиции на българина от този край.

## Личности
- Георги Димитров
- Димитър Иванчев, български революционер от ВМОРО, четник на Кръстю Лазаров[2] и на Кръсто Талев[3]